# Strunkovice nad Blanicí
Strunkovice nad Blanicí é uma comuna checa localizada na região da Boêmia do Sul, distrito de Prachatice.